# Narciarstwo alpejskie na Zimowych Igrzyskach Olimpijskich 1968 – slalom mężczyzn
Slalom mężczyzn podczas Zimowych Igrzysk Olimpijskich 1968 w Grenoble został rozegrany w dniach 16-17 lutego. Zawody odbyły się na trasie w Chamrousse. Mistrzem olimpijskim w tej konkurencji został Francuz Jean-Claude Killy, srebro wywalczył Austriak Herbert Huber, a brąz zdobył jego rodak Alfred Matt.

## Wyniki

### Kwalifikacje

#### Runda pierwsza
Dwóch pierwszych zawodników przechodziło do finału, pozostali przechodzili do drugiej rundy.

#### Grupa A
| Miejsce | Zawodnik              | Państwo         | Czas  | Strata |
| ------- | --------------------- | --------------- | ----- | ------ |
| 1       | Jean-Claude Killy     | Francja         | 49.89 | -      |
| 2       | Robert Swan           | Kanada          | 53,50 | +3,61  |
| 3       | Ulf Ekstam            | Finlandia       | 54,79 | +4,90  |
| 4       | Ian Todd              | Wielka Brytania | 57,53 | +7,64  |
| 5       | Nagib Barrak          | Liban           | 67,13 | +17,24 |
| 6       | Kristinn Benediktsson | Islandia        | 67,66 | +17,77 |

#### Grupa B
| Miejsce | Zawodnik             | Państwo       | Czas  | Strata |
| ------- | -------------------- | ------------- | ----- | ------ |
| 1       | Dumeng Giovanoli     | Szwajcaria    | 51,14 | -      |
| 2       | Per-Olov Richardsson | Szwecja       | 54,83 | +3,69  |
| 3       | Ludwig Leitner       | RFN           | 55,34 | +4,20  |
| 4       | Jorge Rodríguez      | Hiszpania     | 57,30 | +6,16  |
| 5       | Mehmet Yıldırım      | Turcja        | 65,31 | +14,17 |
| -       | Robert Palmer        | Nowa Zelandia | DQ    | -      |

#### Grupa C
| Miejsce | Zawodnik                  | Państwo         | Czas  | Strata |
| ------- | ------------------------- | --------------- | ----- | ------ |
| 1       | Alfred Matt               | Austria         | 50,99 | -      |
| 2       | Lasse Hamre               | Norwegia        | 53,33 | +2,34  |
| 3       | Francisco Fernández Ochoa | Hiszpania       | 53,43 | +2,44  |
| 4       | Luke O'Reilly             | Wielka Brytania | 54,35 | +3,36  |
| 5       | Lotfollah Kija Szemszaki  | Iran            | 57,18 | +6,19  |
| -       | Murray Gardner            | Nowa Zelandia   | DQ    | -      |

#### Grupa D
| Miejsce | Zawodnik          | Państwo        | Czas  | Strata |
| ------- | ----------------- | -------------- | ----- | ------ |
| 1       | Håkon Mjøen       | Norwegia       | 52,36 | -      |
| 2       | Jaroslav Janda    | Czechosłowacja | 53,20 | +0,84  |
| 3       | Max Rieger        | RFN            | 54,20 | +1,84  |
| 4       | Fejzollah Bandali | Iran           | 58,90 | +6,54  |
| 5       | Mario Vera        | Chile          | 66,02 | +13,66 |
| 6       | Mehdi Mouidi      | Maroko         | 73,61 | +21,25 |

#### Grupa E
| Miejsce | Zawodnik           | Państwo  | Czas  | Strata |
| ------- | ------------------ | -------- | ----- | ------ |
| 1       | Heinrich Messner   | Austria  | 51.76 | -      |
| 2       | Jon Terje Øverland | Norwegia | 51,93 | +0,17  |
| 3       | Bruno Piazzalunga  | Włochy   | 52,11 | +0,35  |
| 4       | Ali Sawe Szemszaki | Iran     | 57,93 | +6,17  |
| 5       | Ivar Sigmundsson   | Islandia | 59,46 | +7,70  |
| -       | Petyr Angełow      | Bułgaria | DNF   | -      |

#### Grupa F
| Miejsce | Zawodnik             | Państwo    | Czas  | Strata |
| ------- | -------------------- | ---------- | ----- | ------ |
| 1       | Willy Favre          | Szwajcaria | 53,65 | -      |
| 2       | Andriej Biełokrinkin | ZSRR       | 57,46 | +3,81  |
| 3       | Guy Périllat         | Francja    | 57,71 | +4,06  |
| -       | Burhan Alankuş       | Turcja     | DNF   | -      |
| -       | Jeremy Bujakowski    | Indie      | DNF   | -      |
| -       | Raimo Manninen       | Finlandia  | DNF   | -      |

#### Grupa G
| Miejsce | Zawodnik       | Państwo | Czas  | Strata |
| ------- | -------------- | ------- | ----- | ------ |
| 1       | Jimmy Heuga    | USA     | 52,34 | -      |
| 2       | Ivo Mahlknecht | Włochy  | 52,82 | +0,48  |
| 3       | Alfred Hagn    | RFN     | 54,04 | +1,70  |
| 4       | Tomio Sasaki   | Japonia | 55,98 | +3,64  |

#### Grupa H
| Miejsce | Zawodnik           | Państwo | Czas  | Strata |
| ------- | ------------------ | ------- | ----- | ------ |
| 1       | Herbert Huber      | Austria | 53,04 | -      |
| 2       | Rune Lindström     | Szwecja | 53,85 | +0,81  |
| 3       | Richard Leatherbee | Chile   | 54,47 | +1,43  |
| 4       | Gerhard Mussner    | Włochy  | 54,60 | +1,56  |
| 5       | Dorin Munteanu     | Rumunia | 57,72 | +4,68  |
| -       | Hassan Lahmaoui    | Maroko  | DQ    | -      |

#### Grupa I
| Miejsce | Zawodnik            | Państwo         | Czas  | Strata |
| ------- | ------------------- | --------------- | ----- | ------ |
| 1       | Aurelio García      | Hiszpania       | 51,44 | -      |
| 2       | Willi Lesch         | RFN             | 52,07 | +0,63  |
| 3       | Jean-Pierre Augert  | Francja         | 52,10 | +0,66  |
| 4       | Julian Vasey        | Wielka Brytania | 56,02 | +4,58  |
| 5       | Reynir Brynjólfsson | Islandia        | 59,85 | +8,41  |
| -       | Ghassan Keyrouz     | Liban           | DQ    | -      |

#### Grupa J
| Miejsce | Zawodnik         | Państwo       | Czas  | Strata |
| ------- | ---------------- | ------------- | ----- | ------ |
| 1       | Bjarne Strand    | Norwegia      | 54,18 | -      |
| 2       | Alain Penz       | Francja       | 54,63 | +0,45  |
| 3       | Wolfgang Ender   | Liechtenstein | 55,55 | +1,37  |
| 4       | Félipe Briones   | Chile         | 59,76 | +5,58  |
| 5       | Dimitrios Pappos | Grecja        | 70,88 | +16,70 |
| -       | Yoshinari Kida   | Japonia       | DQ    | -      |

#### Grupa K
| Miejsce | Zawodnik                | Państwo         | Czas  | Strata |
| ------- | ----------------------- | --------------- | ----- | ------ |
| 1       | Karl Schranz            | Austria         | 52,56 | -      |
| 2       | Vladimir Sabich         | USA             | 53,52 | +0,96  |
| 3       | Jeremy Palmer-Tomkinson | Wielka Brytania | 54,35 | +1,79  |
| 4       | Özer Ateşçi             | Turcja          | 70,58 | +18,02 |
| -       | Jože Gazvoda            | Jugosławia      | DQ    | -      |
| -       | Josef Gassner           | Liechtenstein   | DNF   | -      |

#### Grupa L
| Miejsce | Zawodnik        | Państwo       | Czas  | Strata |
| ------- | --------------- | ------------- | ----- | ------ |
| 1       | Olle Rolén      | Szwecja       | 54,15 | -      |
| 2       | Peter Frei      | Szwajcaria    | 55,66 | +1,51  |
| 3       | Blaž Jakopič    | Jugosławia    | 57,17 | +3,02  |
| 4       | Wiktor Bielakow | ZSRR          | 58,05 | +3,90  |
| 5       | Michael Dennis  | Nowa Zelandia | 72,75 | +18,60 |
| -       | Ahmet Kıbıl     | Turcja        | DQ    | -      |

#### Grupa M
| Miejsce | Zawodnik       | Państwo          | Czas  | Strata |
| ------- | -------------- | ---------------- | ----- | ------ |
| 1       | Billy Kidd     | USA              | 53,37 | -      |
| 2       | Dan Cristea    | Rumunia          | 53,75 | +0,38  |
| 3       | Peter Duncan   | Kanada           | 54,57 | +1,20  |
| -       | Björn Olsen    | Islandia         | DQ    | -      |
| -       | Ryszard Ćwikła | Polska           | DQ    | -      |
| -       | Eo Jae-sik     | Korea Południowa | DQ    | -      |

#### Grupa N
| Miejsce | Zawodnik           | Państwo       | Czas  | Strata |
| ------- | ------------------ | ------------- | ----- | ------ |
| 1       | Rick Chaffee       | USA           | 54,28 | -      |
| 2       | Wasilij Mielnikow  | ZSRR          | 54,32 | +0,04  |
| 3       | Andreas Sprecher   | Szwajcaria    | 54,78 | +0,50  |
| 4       | Thomas Huppert     | Nowa Zelandia | 64,77 | +10,49 |
| 5       | Moussa Jaalouk     | Liban         | 73,69 | +19,41 |
| -       | Yoshiharu Fukuhara | Japonia       | DQ    | -      |

#### Grupa O
| Miejsce | Zawodnik             | Państwo        | Czas  | Strata |
| ------- | -------------------- | -------------- | ----- | ------ |
| 1       | Bengt-Erik Grahn     | Szwecja        | 54,28 | -      |
| 2       | Atanasios Tsimikalis | Grecja         | 62,82 | +8,54  |
| -       | Milan Pažout         | Czechosłowacja | DQ    | -      |
| -       | Roberto Thostrup     | Argentyna      | DQ    | -      |
| -       | Scott Henderson      | Kanada         | DQ    | -      |
| -       | Tsuneo Noto          | Japonia        | DNF   | -      |

#### Grupa P
| Miejsce | Zawodnik               | Państwo       | Czas  | Strata |
| ------- | ---------------------- | ------------- | ----- | ------ |
| 1       | Andrzej Bachleda-Curuś | Polska        | 53,48 | -      |
| 2       | Carlos Adsera          | Hiszpania     | 56,04 | +2,56  |
| 3       | Hans-Walter Schädler   | Liechtenstein | 56,07 | +2,59  |
| 4       | Rod Hebron             | Kanada        | 56,12 | +2,64  |
| 5       | Said Housni            | Maroko        | 79,93 | +26,45 |
| -       | Owanes Megerdunijan    | Iran          | DNF   | -      |

#### Grupa Q
| Miejsce | Zawodnik         | Państwo    | Czas  | Strata |
| ------- | ---------------- | ---------- | ----- | ------ |
| 1       | Eberhard Riedel  | NRD        | 53,62 | -      |
| 2       | Carlo Senoner    | Włochy     | 54,18 | +0,56  |
| 3       | Gustavo Ezquerra | Argentyna  | 57,09 | +3,47  |
| 4       | Andrej Klinar    | Jugosławia | 58,16 | +4,54  |
| 5       | Malcolm Milne    | Australia  | 83,26 | +29,64 |
| 6       | Mohamed Aomar    | Maroko     | 89,54 | +35,92 |

### Runda druga

#### Grupa A
| Miejsce | Zawodnik              | Państwo         | Czas  | Strata |
| ------- | --------------------- | --------------- | ----- | ------ |
| 1       | Ulf Ekstam            | Finlandia       | 55,44 | -      |
| 2       | Ian Todd              | Wielka Brytania | 57,58 | +2,14  |
| 3       | Kristinn Benediktsson | Islandia        | 62,05 | +6,61  |
| 4       | Nagib Barrak          | Liban           | 85,73 | +30,29 |

#### Grupa B
| Miejsce | Zawodnik        | Państwo       | Czas  | Strata |
| ------- | --------------- | ------------- | ----- | ------ |
| 1       | Ludwig Leitner  | RFN           | 53,47 | -      |
| 2       | Jorge Rodríguez | Hiszpania     | 55,44 | +1,97  |
| 3       | Robert Palmer   | Nowa Zelandia | 56,24 | +2,77  |
| 4       | Mehmet Yıldırım | Turcja        | 62,39 | +8,92  |

#### Grupa C
| Miejsce | Zawodnik                  | Państwo         | Czas  | Strata |
| ------- | ------------------------- | --------------- | ----- | ------ |
| 1       | Francisco Fernández Ochoa | Hiszpania       | 56,19 | -      |
| 2       | Luke O'Reilly             | Wielka Brytania | 56,61 | +0,42  |
| 3       | Murray Gardner            | Nowa Zelandia   | 62,08 | +5,89  |
| -       | Lotfollah Kija Szemszaki  | Iran            | DNF   | -      |

#### Grupa D
| Miejsce | Zawodnik          | Państwo | Czas  | Strata |
| ------- | ----------------- | ------- | ----- | ------ |
| 1       | Max Rieger        | RFN     | 54,52 | -      |
| 2       | Mario Vera        | Chile   | 58,05 | +3,53  |
| 3       | Mehdi Mouidi      | Maroko  | 70,90 | +16,38 |
| -       | Fejzollah Bandali | Iran    | DQ    | -      |

#### Grupa E
| Miejsce | Zawodnik           | Państwo  | Czas  | Strata |
| ------- | ------------------ | -------- | ----- | ------ |
| 1       | Petyr Angełow      | Bułgaria | 57,60 | -      |
| 2       | Ali Sawe Szemszaki | Iran     | 57,87 | +0,27  |
| 3       | Ivar Sigmundsson   | Islandia | 62,20 | +4,60  |
| -       | Bruno Piazzalunga  | Włochy   | DNF   | -      |

#### Grupa F
| Miejsce | Zawodnik          | Państwo | Czas  | Strata |
| ------- | ----------------- | ------- | ----- | ------ |
| 1       | Guy Périllat      | Francja | 55,37 | -      |
| 2       | Jeremy Bujakowski | Indie   | 57,78 | +2,41  |

#### Grupa G
| Miejsce | Zawodnik     | Państwo | Czas  | Strata |
| ------- | ------------ | ------- | ----- | ------ |
| 1       | Alfred Hagn  | RFN     | 55,43 | -      |
| 2       | Tomio Sasaki | Japonia | 56,62 | +1,19  |

#### Grupa H
| Miejsce | Zawodnik           | Państwo | Czas  | Strata |
| ------- | ------------------ | ------- | ----- | ------ |
| 1       | Richard Leatherbee | Chile   | 55,51 | -      |
| 2       | Gerhard Mussner    | Włochy  | 55,55 | +0,04  |
| 3       | Dorin Munteanu     | Rumunia | 56,05 | +0,54  |
| 4       | Hassan Lahmaoui    | Maroko  | 69,16 | +13,65 |

#### Grupa I
| Miejsce | Zawodnik            | Państwo         | Czas  | Strata |
| ------- | ------------------- | --------------- | ----- | ------ |
| 1       | Jean-Pierre Augert  | Francja         | 54,91 | -      |
| 2       | Julian Vasey        | Wielka Brytania | 60,24 | +5,33  |
| 3       | Reynir Brynjólfsson | Islandia        | 64,70 | +9,79  |
| 4       | Ghassan Keyrouz     | Liban           | 78,11 | +23,20 |

#### Grupa J
| Miejsce | Zawodnik         | Państwo       | Czas  | Strata |
| ------- | ---------------- | ------------- | ----- | ------ |
| 1       | Wolfgang Ender   | Liechtenstein | 56,73 | -      |
| 2       | Yoshinari Kida   | Japonia       | 57,87 | +1,14  |
| 3       | Dimitrios Pappos | Grecja        | 86,46 | +29,73 |
| -       | Félipe Briones   | Chile         | DNF   | -      |

#### Grupa K
| Miejsce | Zawodnik                | Państwo         | Czas  | Strata |
| ------- | ----------------------- | --------------- | ----- | ------ |
| 1       | Jeremy Palmer-Tomkinson | Wielka Brytania | 56.14 | -      |
| 2       | Josef Gassner           | Liechtenstein   | 57,74 | +1,60  |
| 3       | Jože Gazvoda            | Jugosławia      | 59,82 | +3,68  |
| 4       | Özer Ateşçi             | Turcja          | 74,83 | +18,69 |

#### Grupa L
| Miejsce | Zawodnik        | Państwo       | Czas  | Strata |
| ------- | --------------- | ------------- | ----- | ------ |
| 1       | Blaž Jakopič    | Jugosławia    | 55,07 | -      |
| 2       | Wiktor Bielakow | ZSRR          | 55,56 | +0,49  |
| 3       | Ahmet Kıbıl     | Turcja        | 64,52 | +9,45  |
| 4       | Michael Dennis  | Nowa Zelandia | 66,78 | +11,71 |

#### Grupa M
| Miejsce | Zawodnik       | Państwo          | Czas  | Strata |
| ------- | -------------- | ---------------- | ----- | ------ |
| 1       | Ryszard Ćwikła | Polska           | 54,47 | -      |
| 2       | Peter Duncan   | Kanada           | 55,07 | +0,60  |
| 3       | Björn Olsen    | Islandia         | 58,46 | +3,99  |
| -       | Eo Jae-sik     | Korea Południowa | DQ    | -      |

#### Grupa N
| Miejsce | Zawodnik           | Państwo       | Czas  | Strata |
| ------- | ------------------ | ------------- | ----- | ------ |
| 1       | Andreas Sprecher   | Szwajcaria    | 52,99 | -      |
| 2       | Yoshiharu Fukuhara | Japonia       | 56,82 | +3,83  |
| 3       | Moussa Jaalouk     | Liban         | 69,06 | +16,07 |
| -       | Thomas Huppert     | Nowa Zelandia | DQ    | -      |

#### Grupa O
| Miejsce | Zawodnik         | Państwo        | Czas  | Strata |
| ------- | ---------------- | -------------- | ----- | ------ |
| 1       | Milan Pažout     | Czechosłowacja | 55,96 | -      |
| 2       | Tsuneo Noto      | Japonia        | 56,60 | +0,64  |
| 3       | Scott Henderson  | Kanada         | 56,71 | +0,75  |
| 4       | Roberto Thostrup | Argentyna      | 60,80 | +4,84  |

#### Grupa P
| Miejsce | Zawodnik             | Państwo       | Czas  | Strata |
| ------- | -------------------- | ------------- | ----- | ------ |
| 1       | Rod Hebron           | Kanada        | 54,52 | -      |
| 2       | Hans-Walter Schädler | Liechtenstein | 55,21 | +0,69  |
| 3       | Owanes Megerdunijan  | Iran          | 63,41 | +8,89  |

#### Grupa Q
| Miejsce | Zawodnik         | Państwo    | Czas  | Strata |
| ------- | ---------------- | ---------- | ----- | ------ |
| 1       | Malcolm Milne    | Australia  | 58,08 | -      |
| 2       | Andrej Klinar    | Jugosławia | 59,36 | +1,28  |
| 3       | Gustavo Ezquerra | Argentyna  | 59,96 | +1,88  |
| 4       | Mohamed Aomar    | Maroko     | 80,03 | +21,95 |

### Finał
| Miejsce | Zawodnik                  | Państwo         | Przejazd 1 | Przejazd 2 | Czas    | Strata |
| ------- | ------------------------- | --------------- | ---------- | ---------- | ------- | ------ |
| 01 !    | Jean-Claude Killy         | Francja         | 0:49,37    | 0:50,36    | 1:39,73 | -      |
| 02 !    | Herbert Huber             | Austria         | 0:50,06    | 0:49,76    | 1:39,82 | +0,09  |
| 03 !    | Alfred Matt               | Austria         | 0:49.68    | 0:50,41    | 1:40,09 | +0,36  |
| 4       | Dumeng Giovanoli          | Szwajcaria      | 0:49,89    | 0:50,33    | 1:40,22 | +0,49  |
| 5       | Vladimir Sabich           | USA             | 0:49,75    | 0:50,74    | 1:40,49 | +0,76  |
| 6       | Andrzej Bachleda-Curuś    | Polska          | 0:49,88    | 0:50,73    | 1:40,61 | +0,88  |
| 7       | Jimmy Heuga               | USA             | 0:49,96    | 0:51,01    | 1:40,97 | +1,24  |
| 8       | Alain Penz                | Francja         | 0:49,89    | 0:51,25    | 1:41,14 | +1,41  |
| 9       | Rick Chaffee              | USA             | 0:49,95    | 0:51,24    | 1:41,19 | +1,46  |
| 10      | Peter Frei                | Szwajcaria      | 0:50,04    | 0:51,94    | 1:41,98 | +2,25  |
| 11      | Rune Lindström            | Szwecja         | 0:51,19    | 0:50,80    | 1:41,99 | +2,26  |
| 12      | Ludwig Leitner            | RFN             | 0:50,89    | 0:52,61    | 1:43,50 | +3,77  |
| 13      | Eberhard Riedel           | NRD             | 0:52,00    | 0:52,07    | 1:44,07 | +4,34  |
| 14      | Lasse Hamre               | Norwegia        | 0:51,84    | 0:52,31    | 1:44,15 | +4,42  |
| 14      | Heinrich Messner          | Austria         | 0:52,32    | 0:51,83    | 1:44,15 | +4,42  |
| 16      | Alfred Hagn               | RFN             | 0:52,95    | 0:51,70    | 1:44,65 | +4.92  |
| 17      | Jon Terje Øverland        | Norwegia        | 0:51,51    | 0:53,37    | 1:44,88 | +5,15  |
| 18      | Ulf Ekstam                | Finlandia       | 0:52,66    | 0:52,26    | 1:44,92 | +5,19  |
| 19      | Ivo Mahlknecht            | Włochy          | 0:52,22    | 0:53,03    | 1:45,25 | +5,52  |
| 20      | Max Rieger                | RFN             | 0:53,81    | 0:51,57    | 1:45,38 | +5,65  |
| 21      | Ryszard Ćwikła            | Polska          | 0:53,69    | 0:53,11    | 1:46,80 | +7,07  |
| 22      | Bjarne Strand             | Norwegia        | 0:51,69    | 0:55,69    | 1:47,38 | +7,65  |
| 23      | Francisco Fernández Ochoa | Hiszpania       | 0:53,52    | 0:54,61    | 1:48,13 | +8,40  |
| 24      | Malcolm Milne             | Australia       | 0:56,36    | 0:56,06    | 1:52,42 | +12,69 |
| 25      | Dan Cristea               | Rumunia         | 0:56,10    | 0:57,23    | 1:53,33 | +13,60 |
| 26      | Wasilij Mielnikow         | ZSRR            | 0:54,94    | 0:59,48    | 1:54,42 | +14,69 |
| 27      | Carlos Adsera             | Hiszpania       | 0:59,54    | 0:57,67    | 1:57,21 | +17,48 |
| 28      | Blaž Jakopič              | Jugosławia      | 0:54,26    | 1:03,22    | 1:57,48 | +17,75 |
| 29      | Petyr Angełow             | Bułgaria        | 1:00,72    | 0:58,07    | 1:58,79 | +19,06 |
| 30      | Jeremy Palmer-Tomkinson   | Wielka Brytania | 0:54,19    | 1:06,93    | 2:01,12 | +21,39 |
| 31      | Andriej Biełokrinkin      | ZSRR            | 1:08,96    | 0:58,90    | 2:07,86 | +28,13 |
| -       | Karl Schranz              | Austria         | 0:49,69    | DQ         | -       | -      |
| -       | Bengt-Erik Grahn          | Szwecja         | 0:49,74    | DQ         | -       | -      |
| -       | Guy Périllat              | Francja         | 0:49,89    | DQ         | -       | -      |
| -       | Håkon Mjøen               | Norwegia        | 0:49,91    | DQ         | -       | -      |
| -       | Willi Lesch               | RFN             | 0:51,28    | DQ         | -       | -      |
| -       | Jean-Pierre Augert        | Francja         | 0:51,32    | DQ         | -       | -      |
| -       | Jaroslav Janda            | Czechosłowacja  | 0:51,62    | DQ         | -       | -      |
| -       | Carlo Senoner             | Włochy          | 0:51,63    | DNF        | -       | -      |
| -       | Olle Rolén                | Szwecja         | 0:51,77    | DQ         | -       | -      |
| -       | Andreas Sprecher          | Szwajcaria      | 0:51,91    | DQ         | -       | -      |
| -       | Per-Olov Richardsson      | Szwecja         | 0:52,46    | DQ         | -       | -      |
| -       | Wolfgang Ender            | Liechtenstein   | 0:53,67    | DQ         | -       | -      |
| -       | Robert Swan               | Kanada          | 0:53,75    | DQ         | -       | -      |
| -       | Richard Leatherbee        | Chile           | 0:56,26    | DQ         | -       | -      |
| -       | Milan Pažout              | Czechosłowacja  | 1:02,29    | DQ         | -       | -      |
| -       | Aurelio García            | Hiszpania       | DNF        | -          | -       | -      |
| -       | Billy Kidd                | USA             | DNF        | -          | -       | -      |
| -       | Atanasios Tsimikalis      | Grecja          | DNF        | -          | -       | -      |
| -       | Rod Hebron                | Kanada          | DNF        | -          | -       | -      |
| -       | Willy Favre               | Szwajcaria      | DQ         | -          | -       | -      |